# Askidiosperma insigne
Askidiosperma insigne är en gräsväxtart som först beskrevs av Neville Stuart Pillans, och fick sitt nu gällande namn av H.Linder. Askidiosperma insigne ingår i släktet Askidiosperma och familjen Restionaceae. Inga underarter finns listade i Catalogue of Life.